# Tadeusz Szafran (nauczyciel)
Tadeusz Szafran (ur. 25 lutego 1914 w Nowym Sączu, zm. 21 sierpnia 1941 w Biegonicach koło Nowego Sącza) – nauczyciel polski, oficer Wojska Polskiego, uczestnik konspiracji antyhitlerowskiej.
Był synem Józefa i Heleny z Królów; miał trzy młodsze siostry. Ukończył szkołę powszechną w Nowym Sączu, a w 1932 tamtejsze Gimnazjum klasyczne im. Jana Długosza. Udzielał się w harcerstwie. W Wyższej Szkole Wychowania Fizycznego w Krakowie uzyskał magisterium, odbył też przeszkolenie w cieszyńskiej Szkole Podchorążych Rezerwy. Od 1938 pracował jako nauczyciel w Biłgoraju.
Zmobilizowany jako podporucznik[wymaga weryfikacji?] Wojska Polskiego, walczył w kampanii wrześniowej. Później powrócił do Nowego Sącza, gdzie był nauczycielem w gimnazjum ekonomicznym. Włączył się do konspiracji (Związek Walki Zbrojnej). Uczestniczył w brawurowej akcji uwolnienia emisariusza Jana Karskiego ze szpitala w Nowym Sączu 28 lipca 1940.
Wiosną 1941 doszło do dekonspiracji w nowosądeckich strukturach Związku Walki Zbrojnej i Tadeusz Szafran znalazł się wśród aresztowanych. 21 sierpnia 1941 został zamordowany w Biegonicach koło Nowego Sącza w grupie trzydziestu polskich partyzantów. Po ekshumacji ofiar, 21 marca 1945 pochowano go we wspólnym grobie-mauzoleum na Starym Cmentarzu w Nowym Sączu przy alei Wolności.
Był żonaty (od wiosny 1941).